# Havat Skali
 (février 2018).
Havat Skali,  en hébreu : חוות סקאלי, en français : La ferme Skali, également appelée Point 792, en référence à son altitude, est un avant-poste israélien, situé à 4 km au sud-est de Elon Moreh (en) en Cisjordanie. 
Administrativement, il fait partie du conseil régional de Shomron, dans le district de Judée et Samarie. Il est fondé par Yitzhak Skali, en 1999 et regroupe une vingtaine de personnes. 

## Situation juridique
En application de la IVe Convention de Genève dans les Territoires palestiniens, la communauté internationale, considère comme illégales, les colonies israéliennes de Cisjordanie, au regard du droit international mais le gouvernement israélien conteste ce point de vue.

## Source de la traduction
- (en) Cet article est partiellement ou en totalité issu de l’article de Wikipédia en anglais intitulé « Havat Skali » (voir la liste des auteurs).